# Еиџи Кавашима
Еиџи Кавашима (јап. 川島 永嗣; Префектура Саитама, 20. март 1983) је јапански фудбалер који игра на позицији голмана. Тренутно брани за Стразбур и репрезентацију Јапана.
Са репрезентацијом Јапана наступао је на Светском првенству за играче до 20 година (2003), Купу конфедерација (2013) и три Светска првенства (2010, 2014. и 2018. године).

## Статистика каријере

### Репрезентативна
| Репрезентација | Година | Наступи | Голови |
| -------------- | ------ | ------- | ------ |
| Јапан          | 2008   | 1       | 0      |
| Јапан          | 2009   | 7       | 0      |
| Јапан          | 2010   | 8       | 0      |
| Јапан          | 2011   | 12      | 0      |
| Јапан          | 2012   | 11      | 0      |
| Јапан          | 2013   | 14      | 0      |
| Јапан          | 2014   | 11      | 0      |
| Јапан          | 2015   | 7       | 0      |
| Јапан          | 2016   | 1       | 0      |
| Јапан          | 2017   | 9       | 0      |
| Јапан          | 2018   | 7       | 0      |
| Јапан          | 2019   | 3       | 0      |
| Јапан          | 2021   | 2       | 0      |
| Јапан          | 2022   | 2       | 0      |
| Укупно         | Укупно | 95      | 0      |